# Hidișelu de Sus
Hidișelu de Sus is een Roemeense gemeente in het district Bihor.
Hidișelu de Sus telt 3145 inwoners.